# 컴퓨터 공학

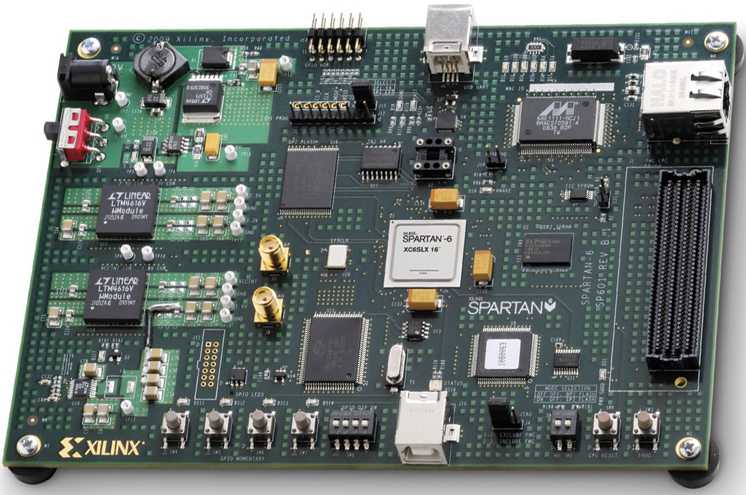

컴퓨터 공학(영어: computer engineering)은 컴퓨터 하드웨어 및 소프트웨어를 개발하는 데 필요한 전기공학 및 컴퓨터 과학의 여러 가지 분야를 통합하는 전기공학 및 컴퓨터 과학의 한 분과이다. 현대 정보화 사회에서 컴퓨터의 하드웨어와 소프트웨어를 연구, 컴퓨터 시스템과 컴퓨터 관련 기술을 개발하여 익히고 이를 각 분야에 응용함을 목적으로 한다.
외국에서는 ”컴퓨터 공학”을 컴퓨터과학(영어: computer science, 컴퓨터 사이언스) 분야 중에서 하드웨어를 다루는 세부 영역의 명칭으로 사용하는데 대한민국에서는 컴퓨터과학과 같은 뜻으로 자리 잡았다. Stanford의 경우 Computer Science전공에서 Computer Engineering트랙을 제공한다.
컴퓨터 공학과(Computer Science and Engineering, CSE)라는 이름으로 교육 프로그램을 운영하는 대학도 존재한다.
컴퓨터 엔지니어는 전자 공학, 컴퓨터과학, 하드웨어-소프트웨어 통합, 소프트웨어 설계에 대한 교육이 필요하다. 전기 공학 및 컴퓨터 과학의 기술과 원리를 사용하며 인공지능(AI), 로보틱스, 컴퓨터 네트워크, 컴퓨터 아키텍처 및 운영체제와 같은 영역을 포함할 수 있다. 컴퓨터 엔지니어는 마이크로 프로세서, 개인용 컴퓨터 및 슈퍼 컴퓨터의 설계에 이르기까지 컴퓨팅의 많은 하드웨어 및 소프트웨어 측면에 관여한다. 이 엔지니어링 분야는 컴퓨터 시스템 자체가 작동하는 방식에 초점을 맞출 뿐만 아니라 더 큰 그림에 통합되도록 요구한다. 로보틱스는 이 분야의 주요 응용영역이기도 하다.
컴퓨터 엔지니어에게는 컴퓨터 공학, 전기공학, 컴퓨터 과학 학위가 요구되는 경우가 많다.

## 같이 보기
- 컴퓨터 과학
- 전기공학
- 전자공학